# RS-232
RS-232 är en ANSI-standard för en seriell databuss. Den motsvarar ITU-T:s standard V.24. RS är en förkortning för Recommended Standard.
I denna standard beskrivs signalerna mellan en ”data terminal device” (DTE), vanligen en dator, och en ”data communications equipment” (DCE), vanligen ett modem. Kabeln mellan enheterna bör vara högst 15 meter enligt standarden, men asynkron kommunikation upp till ungefär 150 meter kan lyckas med en bra kabel. Standarden tillåter upp till 256 kb/s (inklusive start- och stoppbitar), men en del implementationer klarar betydligt högre hastigheter på korta avstånd.
RS-232 introducerades ursprungligen 1962. V.24/RS-232C har genom åren kommit att användas även i andra sammanhang än mellan dator eller annan utrustning å ena sidan och modem å den andra. Så var det till exempel på 1980-talet en viss förvirring hur en kabel med 25-poliga D-SUB-kontakter skulle kopplas mellan dator och skrivare. Dessutom har det kommit en industristandard med 9-poliga D-SUB-kontakter, då man sällan använder den andra datakanalen och vissa andra signaler som finns definierade för den 25-poliga kontakten. De facto är oftast bara 9 poler kopplade också då kontakten är 25-polig.
RS-232 definierar spänningarna +3 till +15 V[källa behövs] som ”space” (logisk nolla på datalinjen) och −3 till −15 V som "mark" (logisk etta på datalinjen). Tidigare versioner av standarden angav ±3–12 V. Spänningen i obelastat tillstånd får vara upp till ±25 V. Det finns många varianter av standarden och i t.ex. V.10 är det odefinierade området endast mellan −0,3 och +0,3 V. Många implementationer tolkar också 0 V som ”mark” och accepterar skillnader på 1 V mellan ”mark” och ”space” eller t.o.m. mindre.
Vid kommunikation använder man vanligen 3, 5, 8 eller 9 ledare. Tre ledare används för att skicka data (TxD, ”transmitted data”), att ta emot data (RxD, ”received data”) och för gemensam signaljord (SG). Två ytterligare ledare (RTS, ”request to send”, och CTS, ”clear to send”) används för att signalera att data skall överföras från DTE-enheten och att DCE-enheten är beredd att ta emot data, varvid man slipper att skicka speciella kontrollsignaler med datat. De återstående fyra ledarna används för att visa att apparaterna är klara för kommunikation (DTR, ”data terminal ready”, och DSR, ”data set ready”) att modemet har etablerat kontakt med andra änden av linjen (DCD, ”data carrier detect”) samt att telefonen ringer (RI, ”ring indicator”). Dessa nio signaler är definierade för 9-polig kontakt. Den 25-poliga kontakten har dessutom bland annat en andra datakanal och signaler för synkron kommunikation.
Då två datorer ska kommunicera direkt med varandra behövs en nollmodemkabel, där signaler datorerna skickar ska kopplas till motsvarande signaler den andra datorn förväntar sig av modemet: TxD kopplas till RxD, RTS kopplas till CTS (varvid RTS används som modemet använder CTS), DTR kopplas till både DSR och DCD, SG kopplas direkt och RI kopplas direkt eller lämnas okopplad.
En del utrustning avsedd att kopplas till serieporten använder denna för sin strömförsörjning. Det finns ingen kontakt reserverad för detta, men typiska implementationer klarar att ge 50 mA per stift.
RS-232 får lätt problem med obalanserade störningar, blir långsamt på grund av stort spänningssväng och är låst till punkt-till-punkt förbindelser. Standarden EIA-485 har inte dessa problem i samma utsträckning.